# Mierzawy
Mierzawy est une localité polonaise de la gmina mixte de Lipiany située dans le powiat de Pyrzyce en voïvodie de Poméranie-Occidentale. Elle se situe à environ 16 km au sud de Pyrzyce et 53 km au sud-est de la capitale régionale Szczecin.

## Géographie

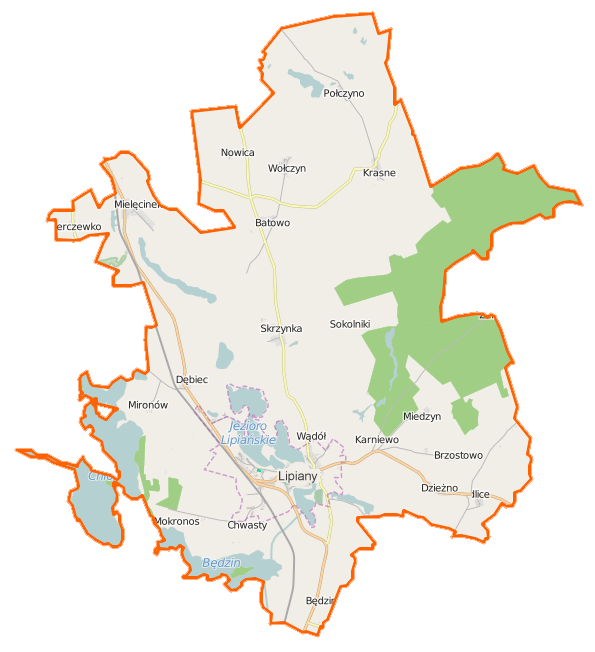
Carte de la gmina de Lipiany.